# Манчестер-терьер
Манчестер-терьер (англ. manchester terrier) — порода гладкошёрстных собак, выведенная в Англии.

## История
Манчестер-терьер, как считается большинством[кем?], является самой старой из всех официальных пород терьеров.
Эта порода сохранила последовательности тип и внешний вид на протяжении почти двух веков.
В начале XIX века в Англии были очень плохие санитарные условия. Крысы были угрозой здоровью многих людей, и убийство крыс было очень популярным «спортом». Джон Хулм, полный энтузиазма заниматься этим «спортом», решил скрестить уиппета и староанглийского белого терьера (ныне вымершего), чтобы получить цепкую и быструю породу, которая бы очень подходила для травли крыс.
К 1827 году боевой дух породы стал настолько сильным, что манчестер-терьер мог рвать противника надвое. Уши были обрезаны, чтобы уменьшить риск разорванности их в частых драках. Когда убийство крыс в Англии стало незаконным, количество манчестер-терьеров начало быстро уменьшаться, но количество питомников почти не изменилось.
К 1860 году манчестер-терьер стал самой известной на тот момент породой для ловли крыс. Некоторые заводчики примешали к манчестер-терьеру ещё и чихуахуа, чтобы уменьшить вес на 2,5 фунта. Но это привело к многочисленным проблемам, таким как болезни глаз, истончение шерсти и т. д.
Маленькие манчестер-терьеры перевозились в специально предназначенных для этого кожаных сумках (мешочках), подвешенных на ремне.
Как и в своей родной стране, в США манчестер-терьер был признан быстро. В 1886 году, всего через два с лишним года после организации американского клуба собаководства, манчестер-терьер стал официально зарегистрированной породой. В 1923 году создан «Американский манчестер-терьер клуб». В 1934 году представлена миниатюрная разновидность чёрно-подпалых терьеров, а в 1938 году они были выделены в отдельную породу той-манчестер-терьер. Однако к 1952 году манчестер-терьеры стандартного размера стали настолько малочисленны, что породы вновь объединили в одну породу, выделив в ней две ростовые разновидности. В 1958 году объединились и клубы.

## Здоровье
В числе генетических заболеваний, которым подвержены представители породы, — заболевания эндокринной системы (гипотиреоз); заболевания кроветворной и лимфатической систем (болезнь Виллебранда); заболевания кожи и слизистых оболочек (алопеция (частичное облысение), синдром Элерса — Данлоса, паховая и пупочная грыжи); заболевания печени и поджелудочной железы (сахарный диабет); заболевания нервной системы (гипоплазия червя мозжечка, эпилепсия, гидроцефалия); заболевания глаза (витреоретинальная дисплазия, глаукома, вывих хрусталика, прогрессирующая атрофия сетчатки) и заболевания скелета (заячья губа, дисплазия тазобедренного сустава, болезнь Легга — Пертеса, вывих коленной чашечки, неполнозубость).
Продолжительность жизни — 15—17 лет.